# Rolando Blackman
Rolando "Ro" Antonio Blackman (Ciudad de Panamá, 26 de febrero de 1959) es un exjugador de baloncesto panameño-estadounidense, cuya carrera profesional transcurrió durante la década de los 80. Mide 1,98 metros y jugaba en la posición de escolta. En la actualidad es el director de Desarrollo de Jugadores de los Dallas Mavericks.

## Carrera

### Universidad
Después de crecer en Brooklyn, Nueva York, Blackman asistió a la Universidad de Kansas State, siendo el jugador más destacado de su equipo. En 1980 fue nombrado Jugador del año de su conferencia, y elegido All-America, lista que designa los mejores universitarios del país. Anotó, en sus 4 temporadas, 1844 puntos, la segunda anotación más alta de la historia de su universidad. Sus estadísticas totales fueron de 15,2 puntos y 5 rebotes por partido.
Finalmente, antes de empezar su última temporada, fue elegido para representar a Estados Unidos en los Juegos Olímpicos de Moscú 1980, pero el equipo estadounidense no participó en esas olimpiadas por el boicot de su país.

### NBA
Fue elegido en la novena posición del Draft de la NBA de 1981 por los Dallas Mavericks, equipo en el que permanecería durante 11 temporadas, a los cuales llevaría a los play-offs en 6 ocasiones, siendo elegido 4 veces para participar en el All-Star Game. Salvo en sus dos primeras temporadas, su promedio de anotación rondó siempre los 20 puntos por partido.
En 1992, con 33 años, fue traspasado a los New York Knicks, donde jugó dos años más, con un rendimiento notablemente inferior al de su carrera en Dallas.

### Europa
Decidió extender su carrera yendo a jugar a Europa, fichando por el equipo de la liga griega del AEK Atenas, en la temporada 1994-95. 
Al año siguiente su destino sería la Lega italiana, en concreto el Olimpia Milano, con el que ganaría la liga y la copa.
Blackman fue traspasado al Limoges CSP francés en el verano de 1996, esencialmente traído por el entrenador Bogdan Tanjević, que antes firmó para ser el nuevo entrenador del club.

## Estadísticas de su carrera en la NBA

### Temporada regular
| Año      | Equipo   | PJ  | PT  | MPP  | %TC  | %3P  | %TL  | RPP | APP | ROB | TPP | PPP  |
| -------- | -------- | --- | --- | ---- | ---- | ---- | ---- | --- | --- | --- | --- | ---- |
| 1981-82  | Dallas   | 82  | 16  | 24.1 | .513 | .250 | .768 | 3.1 | 1.3 | .6  | .4  | 13.3 |
| 1982-83  | Dallas   | 75  | 62  | 31.3 | .492 | .200 | .780 | 3.9 | 2.5 | .5  | .4  | 17.7 |
| 1983-84  | Dallas   | 81  | 81  | 37.3 | .546 | .091 | .812 | 4.6 | 3.6 | .7  | .5  | 22.4 |
| 1984-85  | Dallas   | 81  | 80  | 35.0 | .508 | .300 | .828 | 3.7 | 3.6 | .8  | .2  | 19.7 |
| 1985-86  | Dallas   | 82  | 81  | 34.0 | .514 | .138 | .836 | 3.5 | 3.3 | 1.0 | .3  | 21.5 |
| 1986-87  | Dallas   | 80  | 80  | 34.5 | .495 | .333 | .884 | 3.5 | 3.3 | .8  | .3  | 21.0 |
| 1987-88  | Dallas   | 71  | 69  | 36.3 | .473 | .000 | .873 | 3.5 | 3.7 | .9  | .3  | 18.7 |
| 1988-89  | Dallas   | 78  | 78  | 37.8 | .476 | .353 | .854 | 3.5 | 3.7 | .8  | .3  | 19.7 |
| 1989-90  | Dallas   | 80  | 80  | 36.7 | .498 | .302 | .844 | 3.5 | 3.6 | 1.0 | .3  | 19.4 |
| 1990-91  | Dallas   | 80  | 80  | 37.1 | .482 | .351 | .865 | 3.2 | 3.8 | .9  | .2  | 19.9 |
| 1991-92  | Dallas   | 75  | 74  | 33.7 | .461 | .385 | .898 | 3.2 | 2.7 | .7  | .3  | 18.3 |
| 1992-93  | New York | 60  | 33  | 23.9 | .443 | .425 | .789 | 1.7 | 2.6 | .4  | .2  | 9.7  |
| 1993-94  | New York | 55  | 1   | 17.6 | .436 | .357 | .906 | 1.7 | 1.4 | .5  | .1  | 7.3  |
| Total    | Total    | 980 | 815 | 32.7 | .493 | .343 | .840 | 3.3 | 3.0 | .7  | .3  | 18.0 |
| All-Star | All-Star | 4   | 0   | 22.0 | .592 | –    | .813 | 3.3 | 3.3 | 1.3 | .5  | 17.8 |

### Playoffs
| Año   | Equipo   | PJ | PT | MPP  | %TC  | %3P  | %TL   | RPP | APP | ROB | TPP | PPP  |
| ----- | -------- | -- | -- | ---- | ---- | ---- | ----- | --- | --- | --- | --- | ---- |
| 1984  | Dallas   | 10 | –  | 39.7 | .531 | –    | .841  | 4.1 | 4.0 | .6  | .4  | 23.9 |
| 1985  | Dallas   | 4  | 4  | 42.3 | .511 | .500 | .947  | 6.5 | 4.8 | .5  | .5  | 32.8 |
| 1986  | Dallas   | 10 | 10 | 37.1 | .497 | .000 | .792  | 3.5 | 3.2 | .8  | .1  | 2.8  |
| 1987  | Dallas   | 4  | 4  | 38.3 | .493 | .000 | .917  | 3.5 | 4.3 | .5  | .0  | 23.5 |
| 1988  | Dallas   | 17 | 17 | 39.5 | .483 | .000 | .887  | 3.2 | 4.5 | .9  | .2  | 18.1 |
| 1990  | Dallas   | 3  | 3  | 42.3 | .444 | .400 | 1.000 | 3.0 | 4.3 | 2.0 | .7  | 2.0  |
| 1993  | New York | 15 | 0  | 14.3 | .344 | .267 | .833  | 1.1 | 1.1 | .2  | .1  | 4.2  |
| 1994  | New York | 6  | 0  | 5.7  | .273 | .500 | –     | .5  | .5  | .0  | .0  | 1.3  |
| Total | Total    | 69 | 38 | 31.0 | .484 | .290 | .869  | 2.9 | 3.1 | .6  | .2  | 16.1 |

## Logros personales
- Participó en el All-Star Game en 4 ocasiones.
- Campeón de la liga italiana en 1996.
- El número 22 que lucía en los Mavericks fue retirado en el año 2000.